# Música del Trecento

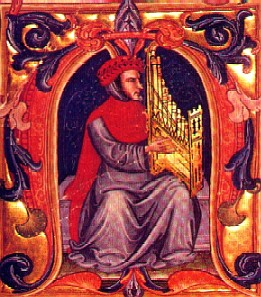
Francesco Landini, el compositor més famós del Trecento, tocant un orgue portàtil (il·lustració del del Còdex Squarcialupi.

La música del Trecento és la música produïda a Itàlia durant el segle xiv.
El Trecento va ser un període de vigorosa activitat en les arts al Regne d'Itàlia, incloent els camps de la pintura, l'arquitectura, la literatura, i la música. La música del Trecento evoluciona en paral·lel als èxits de les altres arts en molt diverses formes, per exemple, sent pioners de noves formes d'expressió, especialment en el cant secular en la llengua vernacla, italià.
El gènere vocal en forma de cànon de la caça fou molt estès durant aquest període.

## Multimèdia
| Madrigal Cum altre ucele                                  |
|                                                           |
| compositor anònim, versió instrumental. Font: Rossi Codex |
|                                                           |